# Chrysolina dhaulagirica
Chrysolina dhaulagirica es un coleóptero de la familia Chrysomelidae.
Fue descrita científicamente en 1990 por Medvedev.